# Flughafen Maracaibo

i7
i11
i13
Der 1969 eröffnete Flughafen Maracaibo (IATA-Code: MAR, ICAO-Code: SVMC) ist ein internationaler Flughafen 15 km von Maracaibo in Venezuela entfernt.
Er ist 24 Stunden am Tag geöffnet und dient als Ausgleich für Kapazitäten des Flughafens Caracas. Die internationalen Flugziele sind im Süden Nordamerikas sowie in Mittelamerika, des Weiteren werden nationale Ziele bedient. Der Flughafen verfügt über zwei Start-/Landebahnen sowie zwei Abfertigungshallen für Passagiere und eine Abfertigungshalle für Luftfracht.
Die Flughafeninfrastruktur ist für folgende Muster ausgelegt: Boeing 727-100/-200, Boeing 737-200, Douglas DC-8/DC-9/DC-10, ATR 42, Convair CV 580.

## Terminals

### Nationales Terminal
- Aeropostal
- Aserca
- Avior Airlines
- Conviasa
- Santa Barbara Airlines
- Venezolana

### Internationales Terminal
- Venezolana
- Aires
- Avior Airlines
- American Airlines
- Copa Airlines
- Santa Bárbara Airlines
- Aserca

## Zwischenfälle
- Am 28. September 1957 stürzte eine Curtiss C-46 Commando eines unbekannten venezolanischen Betreibers (Luftfahrzeugkennzeichen YV-C-...) wenige Minuten nach dem Start vom Flughafen Maracaibo in den Maracaibo-See. Die Maschine war auf dem Weg nach Miami (Florida, USA). Beide Piloten, die einzigen Insassen auf dem Frachtflug, kamen ums Leben. Ihre Leichen wurden am Folgetag geborgen.[3]

- Am 14. Oktober 1958 wurde eine vom Flughafen Panama gestartete L-1049G Super Constellation der Linea Aeropostal Venezolana (LAV) (YV-C-ANC) in den Berg Alto del Cedro Mountain in der Sierra Perijá geflogen, 89 Kilometer vor dem Zielflughafen Maracaibo. Bei diesem CFIT (Controlled flight into terrain) wurden alle 23 Insassen, 6 Besatzungsmitglieder und 17 Passagiere, getötet.[4][5]

- Am 16. März 1969 stürzte eine erst wenige Wochen alte DC-9-32 (betrieben von AVENSA, Kennzeichen YV-C-AVD, Werknummer 47243) unmittelbar nach dem Start vom Flughafen Maracaibo in einen Häuserblock. Alle 84 Menschen an Bord sowie 71 am Boden starben. Dies war zu jener Zeit der schwerste Flugunfall in Venezuela (siehe auch VIASA-Flug 742).[6]

- Am 1. November 1971 stürzte eine Vickers Viscount 749 der Linea Aeropostal Venezolana (LAV) (YV-C-AMZ) kurz nach dem Abheben vom Flughafen Maracaibo ab, möglicherweise aufgrund von Problemen mit der Steuerung. Dabei kamen alle 4 Besatzungsmitglieder, die einzigen Insassen, ums Leben.[7]